# Periclimenes ceratopthalmus
Periclimenes ceratopthalmus är en kräftdjursart som beskrevs av Lancelot Alexander Borradaile 1915. Periclimenes ceratopthalmus ingår i släktet Periclimenes och familjen Palaemonidae. Inga underarter finns listade i Catalogue of Life.